# 武长顺
武长顺（1954年1月—），绰号“武爷”，男，汉族，天津市人，前中国共产党党员，曾长期在天津市公安系统任职，任天津市政协副主席、天津市公安局局长，副总警监警衔，中学毕业后进入公安交管系统工作，在工作后先后取得工商管理硕士和同济大学的工学博士学位以及高级工程师的职称。
2007年，宋平顺案发自杀后，武长顺曾遭到有关部门调查。但在时任中央政法委副书记兼公安部部长周永康以保障北京奥运会安全为由的庇护下，武长顺被免于查处。2014年3月，中央第五巡视组对天津市进行两个月的巡视，由时任安徽省政协主席王明方任组长。在巡视反馈11天后的2014年7月20日，周永康被公布部调查前夕，中纪委宣布武长顺涉嫌严重违纪违法，接受组织调查。2015年2月13日，经中央纪委审议并报中共中央批准，决定给予武长顺开除党籍、开除公职处分；收缴其违纪所得；将其涉嫌犯罪问题、线索及所涉款物移送司法机关依法处理。2017年5月27日，武长顺被一审判处死刑，缓期两年执行，并被限制减刑。

## 简历

### 学历及地方经历
武长顺中学毕业后即进入天津公安交管系统工作，在任职天津市公安局党委副书记、局长期间，其在职完成了同济大学机械工程学院机械设计及理论专业的在职研究生课程，并于2005年11月获授同济大学工学博士。武长顺的博士论文题为《人—车—路交通安全系统动态控制模式与策略研究》，指导老师为同济大学教授、人机环境工程研究所所长的丁玉兰。

### 任职经历
1970年5月，16岁的武长顺担任天津市公安局交通民警大队直属队民警；此后至1992年6月，武长顺历任天津市公安局交通民警大队团支部副书记，团委副书记、政治处副主任、中队副队长、科长、副处长。1992年6月至1998年9月，武长顺担任天津市公安局党委常委、副局长，并兼任天津市交通管理局党委书记、局长。
1998年9月起，武长顺升任天津市公安局党委副书记、副局长，兼市交通管理局党委书记、局长。2003年2月，升任天津市公安局党委副书记、局长。2003年6月，兼任武警天津市总队第一政治委员、党委第一书记。2005年11月起，武长顺任天津市委政法委副书记、市公安局党委书记、局长、武警天津市总队第一政治委员、党委第一书记。
2007年6月，时任天津市政协主席、市政法委书记宋平顺自杀后，作为宋平顺下属的政法委副书记的武长顺受到牵连，但在时任周永康的庇护下免于查处。
2011年10月，当选为中国人民政治协商会议天津市第十二届委员会副主席，2013年获得续任，位列第五。2012年9月10日，武长顺被授予副总警监警衔。

## 腐败案件
2007年，武长顺上司宋平顺案发并自杀后，武长顺曾遭到有关部门调查。据财新网报道，周永康赏识武长顺，武长顺被时任国务委员兼公安部部长、中央政法委副书记周永康以保障北京奥运会安全为由庇护，免于查处。
2011年至2014年每年春节前，武长顺为感谢天津物产集团董事长王志忠为其控制的公司违规提供融资担保，先后四次委托其亲属张某某分别在天津市两家酒店送给王志忠现金共计190万元。
2014年3月，中央第五巡视组对天津市进行两个月的巡视，由时任安徽省政协主席王明方任组长。在巡视反馈11天后的2014年7月20日中午，中纪委发布公告：天津市政协副主席、市公安局局长武长顺涉嫌严重违纪违法，目前正接受组织调查。据澎湃新闻记者从一位权威知情人士处了解到，武长顺疑因巨额受贿被调查，相关部门人员已对武长顺进行了财产检查，在其家中查出总价值过亿的各类财产。财新记者调查后指出，至少从1990年代中期起，武长顺就已经开始利用职权为家族牟利布局：包括武长顺的亲兄弟、堂兄弟、亲家、女婿及亲信，或成立企业，或隐身关联公司。而关联公司的主要客户皆为武长顺管辖的天津市公安交管系统，包括天津市信号灯等基础设施、智能交通信息化系统采购、停车场经营、驾驶员培训、车辆检验等公安交管领域的各个环节。此外，财新记者还指出武长顺还曾与上司宋平顺及情妇共同贪腐。
2015年3月，天津政法系统通报，武长顺涉案金额人民币74亿多元，天津公安系统给武长顺行贿者23名；武长顺本人贪污4亿多元，卖官收入8400万元，行贿1000多万元，挪用公款1亿多元，收受礼金33万元，违反财经纪律涉及15亿元，其中4亿元为违规发放。武长顺家人名下有70余家企业，有连带关系公司40余家。武长顺采取查案、抓人等打压竞争企业。四名公安系统女性为其生育私生子女。孟建柱表示，武长顺白天当公安局长，晚上当董事长。

### 亲属亲信关系网
- 上司：
  - 周永康：第十七届中共中央政治局常委，曾任中共中央政法委书记。2007年，宋平顺案发后，曾庇护武长顺免于追查。2014年7月29日，被公布立案审查。2014年12月5日，中共中央政治局会议给予其开除党籍处分，并将涉嫌犯罪问题线索移送司法机关处理。[3]
  - 宋平顺：原天津市政协主席、市委副书记、市委政法委书记、市公安局局长。1990年代，武长顺嫖娼被抓后，曾庇护并提拔武长顺。[12]
  - 李宝金：原天津市政法委副书记、天津市人民检察院检察长、市公安局副局长，2007年，因贪腐等被判处死缓。[13]
- 亲属：
  - 妻子张某：任职于天津市公安局。[3]
  - 女儿武某：2014年7月20日，住宅被有关部门查抄。[3]
  - 女婿丁玉海：天津侯台商贸集团总经理，武长顺案发后一度被带走协助调查。[3]
  - 亲家丁二领：天津侯台商贸集团有限公司董事长、法人代表。[3]
  - 弟弟武长富：华兴世纪投资发展有限公司股东，该公司为武长顺老家天津市万新庄大直沽经济合作社的集体企业。[3]
  - 堂兄武长贵：华兴世纪投资发展有限公司股东。[3]
  - 侄子武玉强：顺城驾驶员培训队、天津华洋国际进口汽车服务有限公司负责人。[3]
- 亲信：
  - 下属杜全顺：武长顺的下属、球友，天津市华同实业公司总经理，与武长顺同一天被带走接受调查。[3]
  - 下属之妹杜秀敏：杜全顺之妹，天津江胜集团有限公司法人代表、董事局主席兼总经理，已移民。[3]
  - 上司情妇徐敏：宋平顺情妇。

### 关联公司和组织
- 天津联华停车场有限公司[14]
- 天津华协停车管理有限公司[3]
- 天津市正直智能交通设施制作安装有限公司[3]

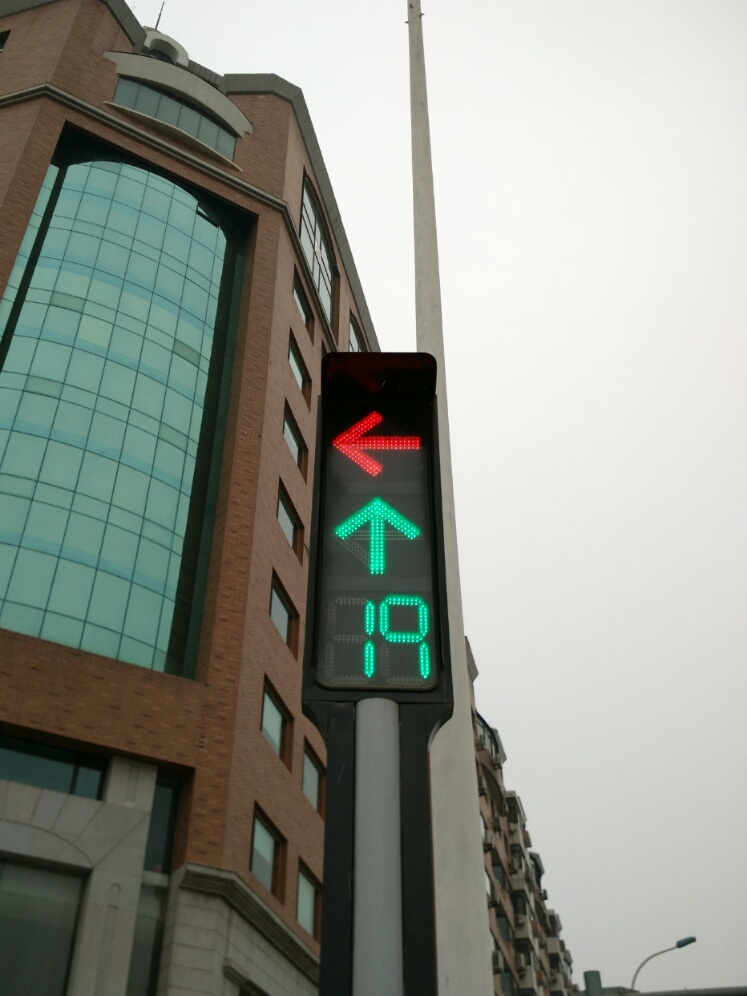
天津市普遍使用的计时交通信号灯，由武长顺发明

- 天津救援拖运有限公司（天津市公安交管局下属企业）[3]
- 华兴世纪投资发展有限公司（原河东区大直沽经济合作社集体企业）[3]
- 天津市开发区顺成实业公司[3]
- 天津侯台商贸集团有限公司[3]
- 天津市机动车驾驶员协会[3]
- 天津市通达汽车服务有限公司（所有取得驾驶证的人必须将驾驶证落户到各区的该公司，每年交费，全国仅有的敛财手段）[3]
- 河北金山实业集团有限公司天津分公司[3]
- 天津市华同实业公司（天津市公安交管局下属企业）[3]
- 天津华安实业有限公司（天津市公安交管局下属企业）[3]
- 天津江胜置业有限公司[3]
- 天津城建营造股份有限公司[3]
- 天津聚翔商贸有限公司[3]
- 天津开发区融泰投资有限公司[3]
- 天津巨量网络有限公司[3]
- 天津顺通高速公路发展有限责任公司[3]
- 天津泰奥石化物流有限公司[3]
- 天津神圣广告有限公司（道路地名标识牌可标注为企业店家名号，以广告形式收取费用，每年4万-6万. 公司由弟媳掌管）[3]

### 专利牟利
自1999年6月至2013年3月，武长顺发明及领衔发明了35项专利，其中34项与智能交通等领域相关；4项专利为武长顺单独发明，其他31项均为武长顺与多人共同发明，武为领衔发明人。1999年后，部分专利被大规模用于天津的交通领域。知情人透露，武涉嫌利用专利在天津交通领域牟取不当利益。
| 专利类型 | 申请日期   | 申请号（或授权专利号：ZL前缀） | 名称                                       | 公开（或公告）日 | 申请人（或专利权人）                   | 发明（或设计）人                                     |
| -------- | ---------- | ------------------------------ | ------------------------------------------ | ---------------- | -------------------------------------- | ---------------------------------------------------- |
| 发明     | 2002.12.26 | 02158563.6                     | 远程拨号绿波带交通信号控制器               | 2004.07.07       | 天津市正直交通设施安装制作有限公司     | 武长顺; 庞文升; 王亮; 卢晓东; 程韫琳; 武风池         |
| 发明     | 2004.03.01 | 200410018700.X                 | 公路交通电子监控管理系统                   | 2005.09.07       | 天津市华海计算机技术有限公司           | 武长顺; 黄全利; 李庆生; 邵元和; 刘春义; 张振军       |
| 实用新型 | 2013.03.04 | 201320095723.5、201320096778.8 | 一种状态指示与倒计时一体的单相位交通信号灯 | 2013.07.03       | 天津市公安局科学技术委员会             | 武长顺                                               |
| 实用新型 | 2012.12.20 | 201220715954.7                 | 一种数字显示多相位交通信号灯               | 2013.06.05       | 天津市公安交通管理局                   | 武长顺                                               |
| 实用新型 | 2009.08.25 | 200920098467.9                 | 人体血液酒精含量现场快速检测仪             | 2010.06.09       | 天津市公安局                           | 武长顺; 李庆生; 丁国兴; 王泰明; 刘峰; 王京           |
| 实用新型 | 2006.02.13 | 200620025327.5                 | 具有摄录功能的信号显示装置                 | 2007.05.23       | 天津市公安交通管理局                   | 武长顺; 庞文升; 王亮; 武凤池; 高雅新; 卢晓东         |
| 实用新型 | 2005.06.17 | 200520026154.4                 | 城市固定目标监控报警联网系统               | 2006.12.06       | 天津金盾技术防范工程服务中心有限公司   | 武长顺; 李庆生; 邵元和; 刘春义; 倪世坤; 张筱林       |
| 实用新型 | 2005.04.27 | 200520025700.2                 | 多功能警用电击器                           | 2006.07.05       | 天津金盾技术防范工程服务中心有限公司   | 武长顺; 李庆生; 陈虹; 刘春义; 倪世坤                 |
| 实用新型 | 1999.06.25 | 99214371.3                     | 整屏分段灯光显示计时交通信号灯             | 2000.03.22       | 天津市公安交通管理局交通设施工程管理处 | 武长顺; 徐国群; 陈和平; 庞文生; 武风池               |
| 外观设计 | 2008.09.27 | 200830158568.1                 | 路名指示牌                                 | 2009.10.21       | 天津市公安交通管理局                   | 武长顺; 庞文升; 朱士庆; 王亮; 高雅新; 卢振生; 王春明 |

### 双开死缓
2015年2月13日，中纪委给予武长顺被开除党籍、开除公职处分；收缴其违纪所得；将其涉嫌犯罪问题、线索及所涉款物移送司法机关依法处理。同日，最高人民检察院网站公布，日前，最高人民检察院经审查决定，依法对天津市政协原副主席、市公安局原局长武长顺以涉嫌受贿罪立案侦查并采取强制措施。
中纪委查明，武长顺“违反廉洁自律规定，收受礼金，违规经商办企业，违规报销个人费用，参加高档宴请；贪污巨额公款，利用职务上的便利，在干部选拔任用、企业经营等方面为他人谋取利益，收受巨额贿赂，向他人行贿，挪用巨额公款；违反财经纪律；滥用职权；与他人通奸。其中，贪污、受贿、行贿、挪用公款、滥用职权问题涉嫌犯罪。”与此同时，《南方都市报》评论武长顺等是中纪委监察部在通报中首次提到“党的十八大后仍不收敛、不收手，性质十分恶劣，社会影响极坏”的落马官员。
2016年6月3日，最高人民检察院发布消息，武长顺涉嫌贪污、受贿、挪用公款、单位行贿、滥用职权、徇私枉法案，由最高人民检察院指定河北省人民检察院侦查终结后，移送河南省郑州市人民检察院审查起诉，河南省郑州市人民检察院已向河南省郑州市中级人民法院提起公诉。2017年3月29日，武长顺贪污、受贿、挪用公款、单位行贿、滥用职权、徇私枉法一案在郑州中院开庭审理，他被控涉案金额超5亿元，案件将择期宣判。
2017年5月27日，郑州中院一审武长顺贪污、受贿、挪用公款、单位行贿、滥用职权、徇私枉法一案，其非法所得超过5亿元，判处武长顺死缓，罚没个人全部财产，死刑缓期执行二年期满依法减为无期徒刑后，终身监禁，不得减刑、假释，武长顺表示服判，不上诉。

## 逸闻

### 骑自行车巡视
武长顺喜爱骑自行车巡视天津当地公安交管等工作。2010年11月23日上午，武长顺曾带领一队人马骑着崭新的警用自行车在大沽南路与微山路交口，金钟路徐庄子地区、外环线津汉路口和快速路海津大桥等易于发生交通拥堵的地区实地调研，并与正在大沽南路采访的今晚报的记者偶遇。

### 足球、网球
武长顺热爱足球、网球等体育运动，并和天津泰达许多元老及业内业余球员切磋球技，享有一定人气。2008年4月26日，天津市公安局在天津边检总站网球场举办了2008年天津市公安局迎奥运网球比赛，200余名男、女民警和处以上领导干部参加了此次比赛。最终，武长顺与其下属杜全顺获领导干部组第一名。

### 嫖娼被捕
据《环球人物杂志》报道，1992年初，武长顺曾在天津娱乐场所因与一名女性从事不正当活动被天津市公安南开分局抓捕，但被上司、时任天津市公安局长宋平顺亲临现场“解救”。

### 勒令人大常委道歉
2013年，天津市河北区人大常委李子健不断接到市民反映天津联华停车场垄断经营、乱收费。经初步调研，李子健认为市民说法有理，便改编了一段天津快板《天津快板——说联华》，批评联华停车公司乱占路、乱收费。11月，李子健将这段天津快板发到了微信朋友圈后，被大量转发，转发过程中有人加入“联华这么做，警察支持的，警察和联华是一家的”的内容。12月，天津市公安局的两名警察找到李子健，勒令停止转发并告之武长顺对此强烈不满，随后送给李子健一些联华停车公司的资料，要求其宣传正能量。2014年年初，警方多次到李子健告知，武长顺认为李子健给天津治安抹黑了、威胁追究其责任，并要求其给武长顺写道歉信。李子健只得同意。2月25日，天津市公安局在 《天津公安大事通报》中称，李子健因为编造《天津快板——说联华》受到治安警告处理。通报中称，李子健杜撰故事，以假乱真，通过恶意炒作联华停车公司，污蔑天津公安民警，也损害天津的整体形象，造成极其恶劣的影响，按照《治安管理处罚法》的规定，应给予治安拘留处罚。但鉴于其写出悔过书并向公安机关和联华停车公司进行了道歉，给予宽大处理。天津市公安局在通报后附上李子健悔过书全文，发至天津市人大常委会和天津市每个人大代表。
天津快板——说联华
有个大公司，名子叫联华。
要说介买卖，能耐可真大。
天津大小路，全部能拿下。
雇上仨俩人，地上把道画。
只要车一停，尼了把钱拿。
六块至八块，多少全凭他。
道路政府建，收入归它家。
丢了走保险，挂了不赖它。
咱是纳税人，也不敢说话。
投诉无人理，到哪说理啊。
看那收费者，身上刺着花。
有的剃板寸，满脸凶巴巴。
你想要发票，立马就涨价。
天津每条路，段段有路霸。
交费就能停，没钱别费话。
你敢停外边，贴条有警察。
你问他是谁？他爹叫联华！

## 各方评价
武长顺曾经自我评价“我从民警、副班长、班长，副队长、队长，副科长、科长，副局长、局长，一级一级地干起来，没有‘下过跳棋’，都是‘象棋’，一步一步地走。” 武长顺曾多次骑自行车实地调研交通拥堵等问题，并定期在天津人民广播电台交通频道设立热线接听市民反映问题，因此有“亲民”的形象。天津市河东区大直沽后台社区的武长顺老邻居认为武长顺是天津市良好治安的守护者，并认为武长顺嫖娼等违法行为是官场普遍现象，并不影响对其评价。
财新传媒刊发的《武长顺起底》中评价武长顺，“公安交管系统凡是有利可图处，均可见武氏家族以权谋利的身影和手脚，他们通过频繁的股权变更转换，于公私间腾挪转换，游刃有余。此外，武长顺还和上司宋平顺默契配合，心照不宣，分享寻租空间。”
新京报评论称，宋平顺与武长顺的关系网“前腐后继”。
武长顺常在媒体场合参与“互动”，表示其“亲民作风”。此前，天津一度流传讽刺其与前中共天津市委政法委书记、市政协主席宋平顺及天津市委原书记张立昌的民谣“两顺一昌，糊弄中央”，而宋平顺于2007年自杀身亡，张立昌于2008年病故。